# Parafia Bożego Miłosierdzia i NMP Nieustającej Pomocy w Tarnopolu
Parafia Bożego Miłosierdzia i NMP Nieustającej Pomocy w Tarnopolu – parafia znajdująca się w archidiecezji lwowskiej w dekanacie Tarnopol, na Ukrainie.

## Historia
Parafia erygowana w 1623 z inicjatywy ówczesnego właściciela Tarnopola, wojewody kijowskiego Tomasza Zamoyskiego. Dawny kościół parafialny został opuszczony w XVIII wieku w wyniku porysowania murów. Główną świątynią został wtedy kościół podominikański.
W 1939 w Tarnopolu istniały trzy kościoły rzymskokatolickie:
- parafialny kościół NMP Nieustającej Pomocy – zbudowany w latach 1903–1908, konsekrowany w 1933 przez arcybiskupa lwowskiego Bolesława Twardowskiego; po wojnie zamknięty i wyburzony przez komunistów w 1954
- dominikański kościół śś. Dominika, Wincentego z Ferrary i Jacka Odrowąża – zbudowany w 1779, zamknięty w 1945, od 1959 magazyn; mimo starań łacinników o jego odzyskanie w 1989 przejęli go grekokatolicy, którym służy do dziś
- jezuicki kościół NMP Niepokalanie Poczętej z przełomu XIX/XX w; po 1939 uszkodzony w wyniku działań wojennych, po wojnie przebudowany na fabrykę.

oraz kaplica cmentarna, która przetrwała komunizm.
Po II wojnie światowej, gdy Tarnopol znalazł się w ZSRR, przy parafii pozostało trzech księży: ks. proboszcz Apolinary Wałęga, dziekan tarnopolski i wikariusze ks. Stanisław Mataczyński i ks. Adolf Iwańciów. W styczniu 1945 NKWD aresztowało i zesłało do syberyjskich łagrów ks. Iwańciówa. W marcu 1945 jego miejsce zajął ks. Józef Anczarski. Tych trzech kapłanów zostało 23 maja 1946 wydalonych w nowe granice Polski. Opiekę duszpasterską przejął wtedy ks. Marian Urba, emerytowany katecheta w gimnazjum tarnopolskim, który ze względu na podeszły wiek nie udzielał się dotychczas w duszpasterstwie. Jednak szybko również on został zmuszony do wyjazdu.
Sytuacja zmieniła się dopiero po upadku ZSRR. Ks. Ludwik Rutyna został pierwszym od lat duszpasterzem. Nie udało się odzyskać kościołów podominikańskiego i pojezuickiego. Władze zwróciły jednak kaplicę cmentarną, którą wyremontowano. W 1998 rada miejska wyraziła zgodę na budowę nowego kościoła. Został on zbudowany w 2008 i w tym samym roku konsekrowany przez biskupa tarnowskiego Wiktora Skworca.

## Terytorium parafii
Bucniów, Stupki, Czerniełów Mazowiecki, Czerniełów Ruski, Borki Wielkie, Smykowce, Bajkowce, Kozowa, Hniezdyczna, Kurniki Szlachcinieckie, Stecznikowce, Dubowce, Ihrowica, Iwaczów Dolny, Iwaczów Górny, Płotycz, Czystyłów, Biała, Głęboczek Wielki, Dołżanka, Domamorycz, Janówka, Berezowica Wielka, Ostrów, Chatki, Baworów, Grabowiec, Gaje Wielkie, Gaj Szewczenki, Kutkowce, Proniatyn.